# Kompisboken
Kompisboken är en ungdomsbok skriven av Lin Hallberg och utgiven 2002. Den handlar om hierarki i skolan. Huvudhandlingen är en maktkamp som utkämpas mellan en populär pojke och en ny och lite bortkommen pojke. De kämpar om en flicka vid namn Auriel. Auriel är cynisk och tycker det hela är roligt. Hon har hemligheter och sviker.
I samma klass finns en bortkommen flicka som heter Klara. Ingen tycks lägga märke till henne. Men hon ser och hör vad som händer omkring henne. Och i sin mörkblå kompisbok skriver hon in allt som händer i klassen.